# Isla Suárez
Die Isla Suárez, portugiesisch Ilha de Guajará-mirim, ist eine Flussinsel Amazoniens im Río Mamoré.
Die 2,58 km² große Insel liegt im Río Mamoré zwischen der bolivianischen Stadt Guayaramerín im Departamento Beni und der am Ostufer gelegenen brasilianischen Stadt Guajará-Mirim im Bundesstaat Rondônia und ihre Zugehörigkeit ist zwischen beiden Ländern umstritten. Die Verwaltung wird gegenwärtig von Bolivien wahrgenommen.
Die Insel ist 3,3 km lang und bis 1,1 km breit, ihr Umfang beträgt 7,9 km. Es gibt zwei kleine Inselchen auf der Ostseite, die kleinere nördlichere mit 5300 m² und die größere mit 6400 m².
Eine Mehrheit von 70 % der Insel ist im Besitz brasilianischer Eigentümer, den Rest halten Bolivianer.
Die Streitigkeiten um die Zugehörigkeit gehen bis zum Vertrag von Ayacucho 1867 zwischen Bolivien und Brasilien zurück. Der Vertrag von Petrópolis 1903 konnte so wenig wie andere eine dauerhafte Einigung herbeiführen. 1958 wurde zwischen den beiden Ländern das so genannte Übereinkommen von Roboré – Acuerdo de Roboré geschlossen, in dem die Absicht ausgedrückt wurde, die offenen Fragen einschließlich der Souveränität über die Isla Suárez zu lösen. Seitdem ist keine wesentliche Änderung eingetreten. Der Status von mehr als 80 Inseln in den Flüssen Mamoré und Guaporé blieb ungeklärt.